# لواء الجيزة
لواء الجيزة (زيزياء) وتعني المكان المرتفع، هو أحد ألوية محافظة العاصمة التسعة. ذكرها ياقوت الحموي في معجم البلدان بأنها من قرى البلقاء، تقع على بعد 30 كيلو متر جنوب العاصمة الأردنية عمان. يتبع للواء كل من بلدية الجيزة الجديدة وبلدية أم الرصاص الجديدة وبلدية العامرية الجديدة ويشمل مدن وقرى الجيزة وأم العمد ونتل واللبن والقسطل ومنجا وأم الوليد وحوارة وأرينبة الغربية والعامرية وجلول والطنيب والمنارة والخضراء والزيتونة وأرينبة الشرقية والزعفران وصوفة وزويزيا وأم قصير وضبعة وزينب والدليلة وأم رمانة والهربج والقنيطرة والعرين والناصرية وضبيعة والزميلة والمبروكة والشهباء والخالدية والخريم والغبية ومنشية الجيزة والسيفية والباسلية والراشدية والثمد والصلاحية. يقع في أراضي اللواء مطار الملكة علياء الدولي ويبلغ إجمالي سكانه 104165 نسمة ومساحة مركزه الإداري 2621 كم مربع. ويشكل 73 بالمئة من مساحة محافظة العاصمة بمساحة إجمالية 6000 كم مربع. أما قضاء أم الرصاص فتتبع له مدن وقرى أم الرصاص والرامة والرميل وطور الحشاش وسالية وسواقة والدامخي والياهون وعليان ورجم عقاب وجميل والثريا والمشيرفة ورجم فهيد وأبو الحصانيا وأبو حليليفة والندوة والمصيطبة والنهضة والفيصلية.

## التاريخ
تأسست أول مديرية ناحية عام 1973 وفي عام 1985 تم ترفيعها إلى قضاء وفي عام 1996 تم ترفيعها إلى لواء، علمًا بأن لواء الجيزة يضم قضاء أم الرصاص.

## التقسيمات الإدارية
يتبع للواء ثلاث بلديات وهي: (بلدية الجيزة الجديدة، بلدية أم الرصاص الجديدة، بلدية العامرية الجديدة).

## خدمات الطرق الرئيسية والقروية

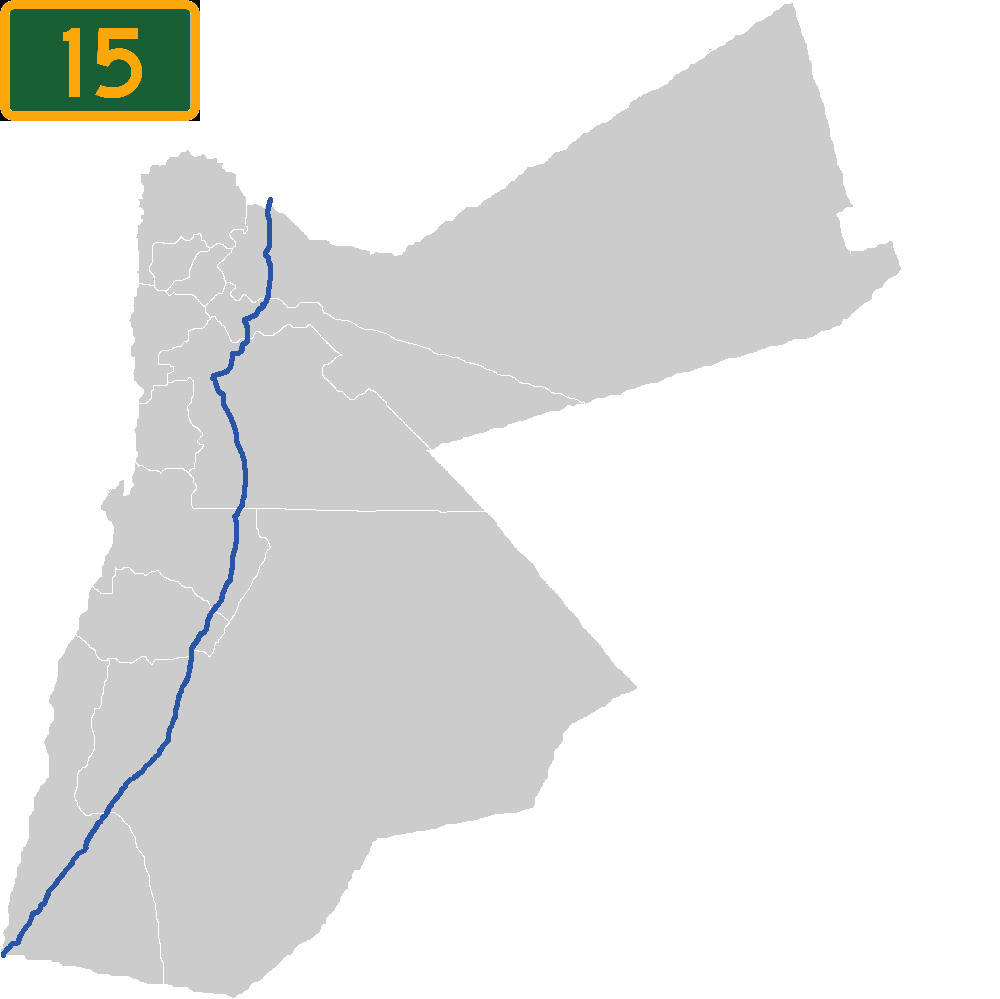
الطريق 15، أو الطريق الصحراوي السريع. الذي يمر من لواء الجيزة ممتدا من شمال المملكة إلى جنوبها.

يتميز لواء الجيزة والقرى التابعة له بامتداد شبكة طرق متكاملة، كما كان للدور الذي لعبته البلدية الأثر الأكبر في تحسين الطرق وإنجاز الكم الأكبر منها وأيضا لما قام به مكتب أشغال الجيزة من الإشراف على الطرق وعمل صيانة دورية لهذة الطرق.
بالإضافة لهذا كان لمشروع حزمة الأمان الاجتماعي متمثلة ببنك تنمية المدن والقرى والذي عمل على عدة طرق في أغلب مناطق اللواء.
ولا زالت بلدية الجيزة الجديدة تعمل جاهدة على فتح وتعبيد الطرق المهمة والتي تحتاجها تلك المناطق كما تعمل على صيانة دورية لكافة الطرق المعبدة في اللواء وهنالك طرق رئيسية بطول 92 كم وثانوية بطول 118 كم وقروية بطول 137 كم وزراعية بطول 138 كم، ويمر من خلال اللواء الخط الصحراوي السريع بطول 85 كم.

## المناخ
يعتبر لواء الجيزة عبارة عن حوض مائي منذ القدم، ويرتفع عن سطح البحر حوالي (750 مترا) ويعتبر بشكل عام منطقة صحراوية إلى شبه صحراوية، وتعتمد معظم زراعتها الأساسية على المياه الجوفية، باستثناء شريط ممتد في المنطقة الشمالية والغربية من اللواء يسود فيه الزراعة البعلية التي تعتمد على مياه الأمطار، هذا ويتراوح معدل سقوط الأمطار في اللواء من (250 ملم) شمال غرب إلى (50 ملم) جنوب شرق.

## الثروات واقتصاد اللواء
نظرا للموقع الذي يتمتع به لواء الجيزة المتوسط بين محافظات المملكة وطبيعة مناخه اشتهر بزراعة الحبوب مثل القمح والشعير كذلك لوجود معالم أثرية يصل تاريخها إلى العهد الروماني والعثماني ويشتهر لواء الجيزة بالمعالم الأثرية القديمة مثل البركة والسدود المائية الرومانية والقلاع والقصور التاريخية.
يشكل لواء الجيزة الجزء الجنوبي من محافظة العاصمة ويتميز اللواء بموقع متوسط في المملكة مما أدى إلى تنشيط الحركة الزراعية والتجارية والصناعية وتعتبر سهولة الأرض وخصوبة التربة وانتشار الطرق السريعة والطرق القروية المعبدة ووجود مطار الملكة علياء الدولي بوابة الأردن على العالم ضمن حدود هذا اللواء من أهم العناصر التي أدت إلى اكتسابه أهمية بالغة.

### الصناعة
انتشرت التجمعات الصناعية في لواء الجيزة حيث أصبحت المنطقة جاذبة للاستثمارات الصناعية وذلك بسبب توفر البنية التحتية وتدني أسعار الأراضي في اللواء مما ساعد على انتشار الصناعات بكافة أشكالها لذلك يعد من أهم المناطق الصناعية في المنطقة حيث يبلغ عدد المصانع أكثر مــن (100) مصنع وشركة، لما للواء من أهمية كبيرة بسبب قربه من العاصمة والتجمعات السكانية الاستهلاكية والذي يساعد على سهولة نقل وتوزيع المنتوجات الصناعية إلى المدن بشكل كبير وسريع.
فهناك مصانع منتشرة في هذا اللواء تشتمل على جميع الصناعات مثل المواد الغذائية ومصانع الحديد والصلب ومصانع الأدوية ومصانع التبغ والسجائر وكذلك مصانع للصناعات الكيماوية والمشروبات الغازية والخدمات التجارية ومصانع الأعلاف والمواد البلاستيكية والأصباغ والدهون والطوب والحجر كما يوجد في هذا اللواء مدينة صناعية تشتمل على كافة الأعمال الصناعية في كافة المجالات وهذا ما يجعل من اللواء مركزا صناعيا كغيره من المناطق ذات التجمعات الصناعية التي تستقطب رؤوس أموال كبيرة.

### التجارة
يعد الموقع المتميز الذي يشكله هذا اللواء من أهم الأمور التي ساعدت على أن تكون هنالك تجارة رائدة فلقربه من مطار الملكة علياء ولوقوعه على امتداد الطريق الصحراوي عمان-العقبة ولوجود منطقة تجارية حرة في المطار وأيضا لانتشار المصانع والشركات بشكل كبير جميعها جعلت من المنطقة مركزا تجاريا مهما.
كما لوجود السكة الحديدية التي كانت تمر بها القوافل التجارية من الجزيرة إلى بلاد الشام جعل منها منطقة تجارية منذ القدم وكانت تعتبر من المحطات الرئيسية على طريق الحجاج.

### الزراعة
تعتبر الزراعة من أهم المجالات التي تقوم عليها أهم الصناعات في أي منطقة داخل لواء الجيزة ويعتبر مكان جيد للزراعة بسبب اعتدال المناخ، وأما شح المياه في بعض المواسم حال دون انتشار الزراعة بشكل كبير. عندها ساهمت الحكومة بتشجيع المواطنين وإعطاءهم رخص لإنشاء آبار ارتوازية حيث توجهت نسبة كبيرة من السكان لهذا المجال فانتشرت الآبار الارتوازية في كافة مناطق اللواء مما ساعد على انتشار الزراعة بشكل أكبر والتركيز على المحاصيل الزراعية التي تتوافق وطبيعة الأرض عالية الملوحة كالخضراوات بشكل عام وأشجار الزيتون والحمضيات.

### الثروة الحيوانية
تعتبر الثروة الحيوانية من أهم الثروات التي يعمل غالبية سكان هذا اللواء فيها كما تعتبر من أقدم الأعمال لهؤلاء السكان فهي الأساس في بداية تكوين التجمعات، وتقدر هذه الثروة في لواء الجيزة بحوالي (322450) رأس من الضأن والجمال والخيول.
كما أن هناك مزارع دواجن يتم تفريغها بشكل دوري موزعة بين مزارع أمهات ومفرخات ودواجن منتشرة في أغلب مناطق اللواء وترفد السوق المحلي بمنتجاتها من لحوم خارجة يوميا.

## المواقع الأثرية

### البركة
تقع إلى الشمال من قلعة زيزاء بنحو 30 متر وتعود في بناءها إلى العصر الروماني وكان الحجاج يمرون بها للتزود بالماء وتتخذ شـكل مستـطيلا تبلغ أبعاده (87×74) م بينما يبلغ عمقها 17.5 قدما وتتقدمها مصفاة لتنقية المياه من الترسبات الطينية قبل دخولها إلى البركة وما تزال هذه البركة بحالة جيدة إلى يومنا هذا.

### القلعة الرومانية
بنى هذه القلعة حاكم سوريا (كورنيليوس بالما) في مطلع القرن الثاني الميلادي وذلك من أجل المحافظة على الأمن والنظام في المنطقة وقد استمرت هذه القلعة قائمة حتى سنة 1253هـ/ 1837م عندما تعرضت للخراب والدمار على يد إبراهيم باشا في أثناء مطاردته للشيخ قاسم الأحمد ورفاقه عندما التجأوا إليها.
وأشار الرحالة (تريسترام) الذي زار القلعة سنة 1288هـ/ 1871م عن وجود أنقاض لهذه القلعة ومنها: الجدران الخارجية وعتبات الأبواب العليا المنحوتة بشكل دقيق كما توجد بعض الحجارة المنحوت عليها تماثيل.

### القلعة العثمانية
قلعة تعود إلى العهد العثماني المتأخر وتشبه في بنائها قلاع الحسا والقطرانة وضبعة وقد بنيت من الحجر الكلسي الأصفر وتتخذ القلعة شكلا مستطيلا يتألف من طابقين تبلغ أبعاده (20×17×11 م) وتحتوي من الداخل على عدد من الغرف والقاعات لسكن الحامية وخزن المؤن وزودت بشرفات ذات كوى لإطلاق القذائف وما تزال هذه القلعة ماثلة للعيان حيث استخدمت في عهد قريب كمقر لقوات البادية الملكية.

### قلعة ضبعة

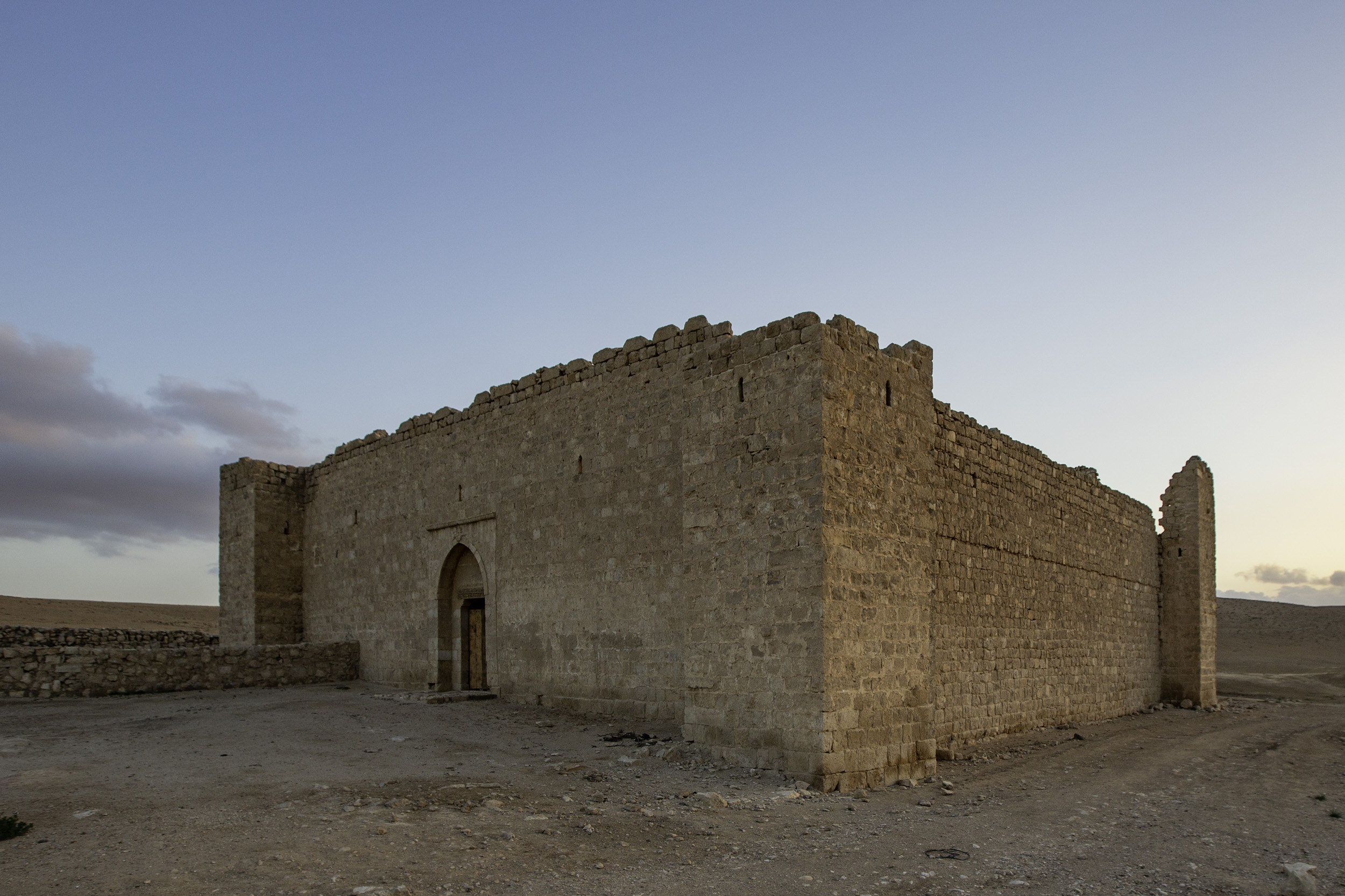
صورة لقلعة ضبعة التي تقع في الجنوب الشرقي لمنطقة الجيزة الأردنية، حيث توضح الصورة الملامح العثمانية القديمة للقلعة.

تقع إلى الجنوب الشرقي من منطقة الجيزة بحوالي 11 كم وتعتبر من الآثار الرومانية القديمة وهي ما زالت ظاهرة إلى الأعيان حتى الوقت الحاضر وتتألف من طابقين يوجد بداخلها بئر ماء يبلغ عرضه حوالي 10 أمتار كما تحتوي على غرف بشكل مربعات ويوجد بجانبها أيضا خزان ماء كبير كان يستخدم في تجميع المياه الجوفية والاستفادة منه لمياه الشرب ولكون قربها من الخط الحديدي الحجازي أعطاها أهمية كبيرة.

### سكة حديد الحجاز
تعتبر من أهم الآثار التاريخية في المنطقة.

### قصر المشتى

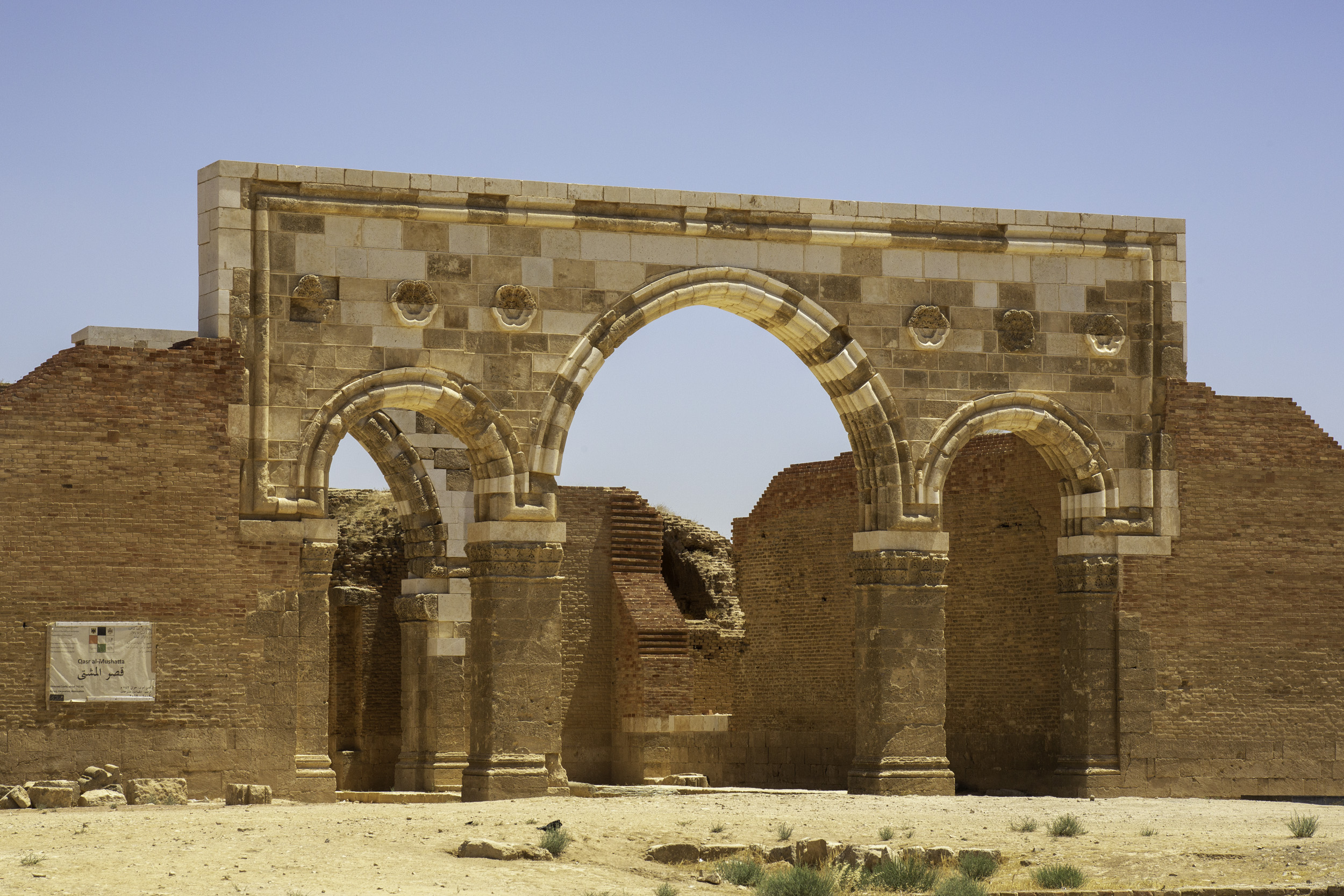
صورة تظهر مدخل قصر المشتى.

يعتبر من أهم المعالم الآثرية في اللواء و ما زال مكان جذب سياحي من داخل وخارج الأردن والذي لا يزال قائم حتى الآن حيث يتكون من عدة غرف وشرفات وتوجد أمامه ساحة كبيرة كما كان يستخدم للحماية من الغزوات في العصور القديمة ويوجد به بعض الخدمات الأساسية.

### قصر الطوبة

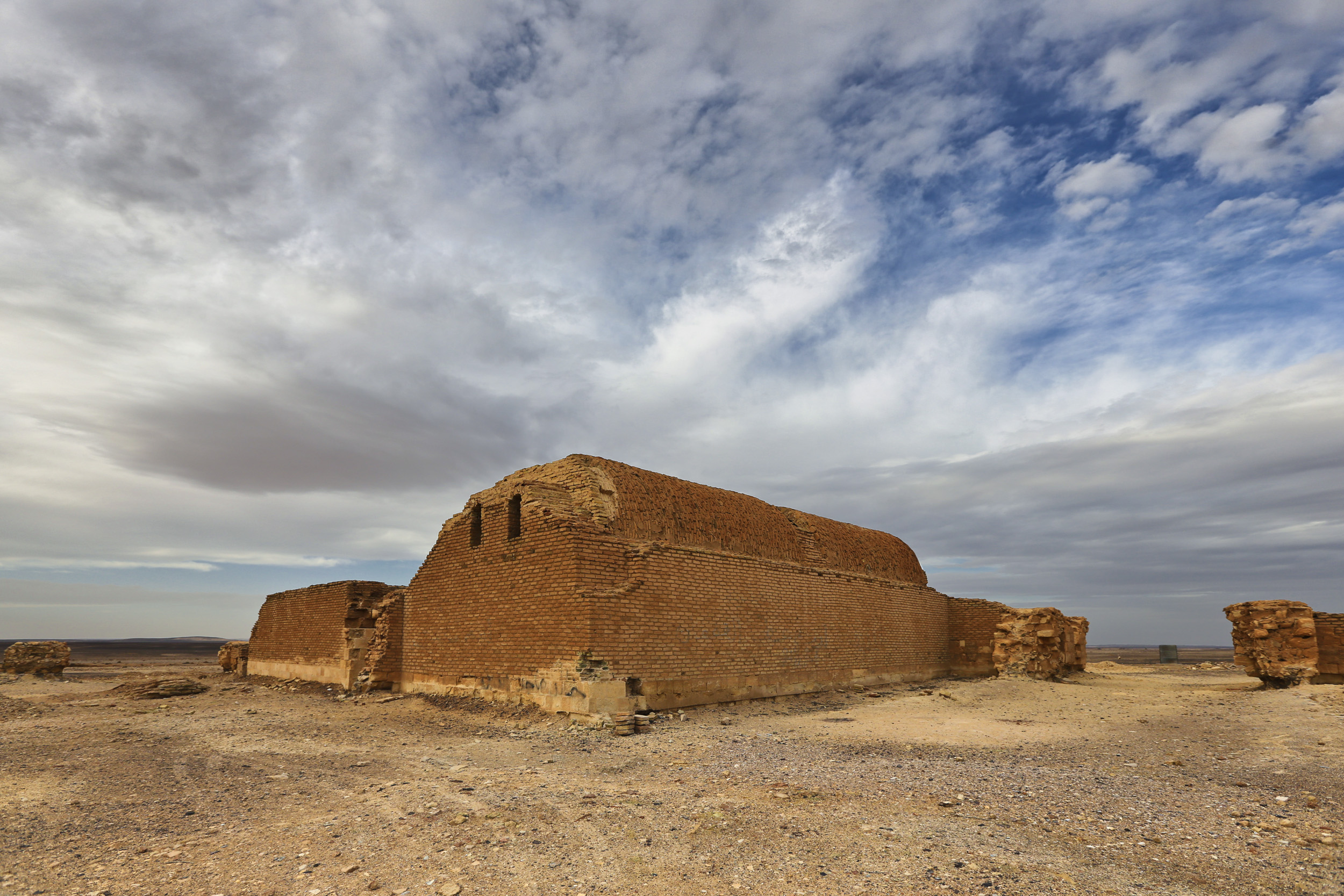
صورة شاملة لقصر طوبة توضح شكله المستطيل وسقفه المستدير.

ويقع إلى الجنوب الشرقي من بلدية الجيزة وعلى بعد 500م من قلعة ضبعة ويوجد على سكة حديد الحجاز مما أعطاه أهمية منذ القدم وما تزال آثاره ظاهرة حتى الوقت الحاضر.

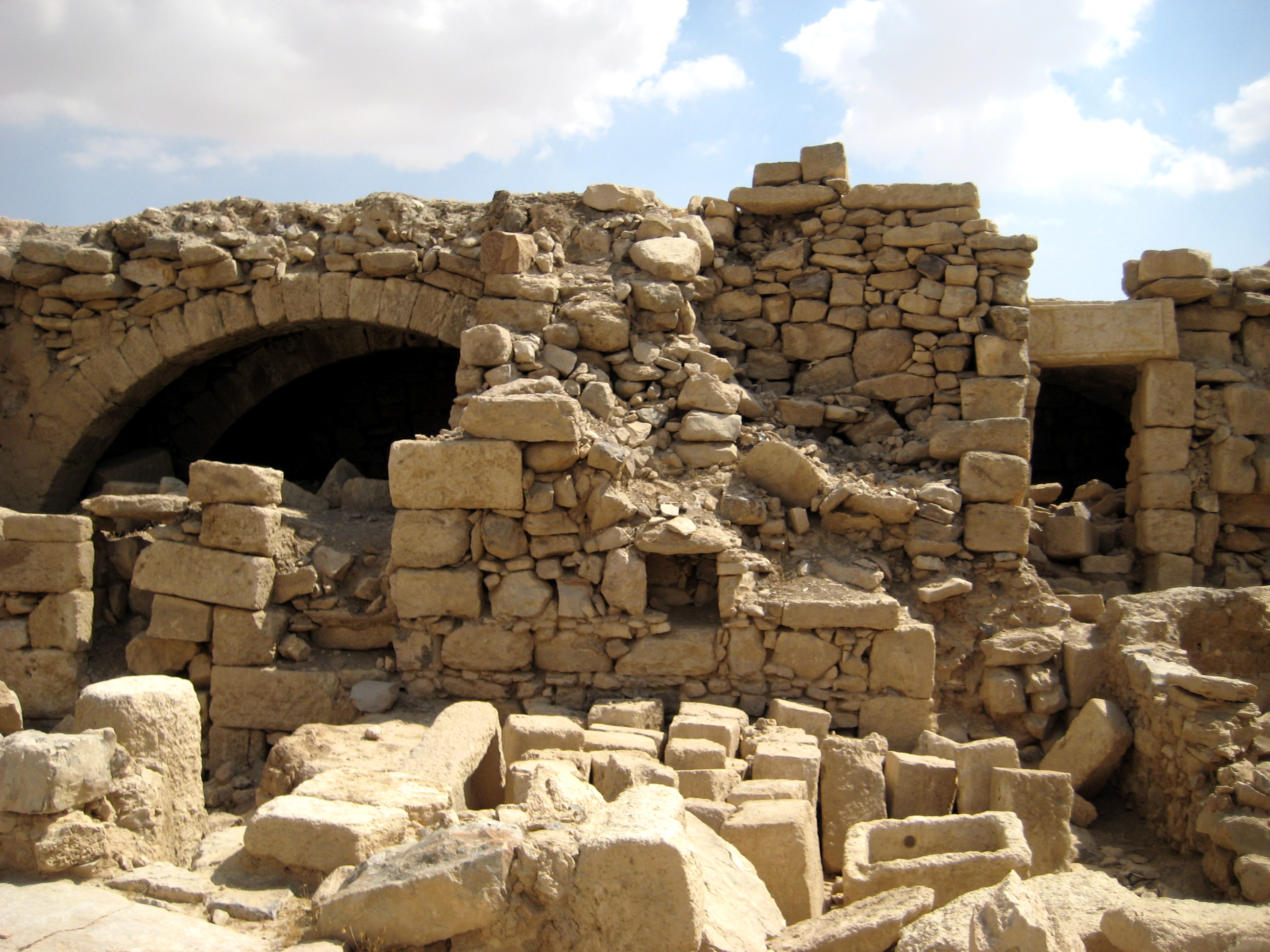
أطلال منازل أم الرصاص.

مواقع أخرى
1. مدينة أم الرصاص الأثرية
2. قرية الياهون
3. مسجد وقصر أم الوليد
4. قصير أم قصير
5. كنيسة وفسيفساء الجيزة
6. بركة الجيزة الأثرية (رومانية)
7. قلعة الجيزة الأثرية (رومانية)
8. محطة القطار
9. سد أرينبة القناطر
10. قصر الثمد
11. قصر المشتى
12. قلعة ضبعة
13. قلعة القسطل
14. قلعة الزعفران
15. قصر خان الزبيب
16. قرية المدينة
17. قصر الحمام
18. قصر الزعفران
19. تل جلول

## القرى
يضم لواء الجيزة الكثير من القرى منها:
- الجيزة
- أم الوليد
- نتل
- أم العمد
- اللبن
- القسطل
- منجا
- حوارة
- أرينبة الغربية
- العامرية
- جلول
- الطنيب
- المنارة
- الخضراء
  - الزيتونة
- أرينبة الشرقية
- الزعفران
- صوفة
- زويزيا
- أم قصير

- ضبعة
- زينب
- الدليلة
- أم رمانة
- الهربج
- القنيطرة
- العرين
- الناصرية
- ضبيعة
- الزميلة
- المبروكة
- الشهباء
- الخالدية
- الخريم
- الغبية
- منشية الجيزة
- السيفية
- الباسلية
- الراشدية
- الثمد
- الصلاحية

### قضاء أم الرصاص
يضم قضاء أم الرصاص والذي مركزه أم الرصاص القرى التالية:
- أم الرصاص
- الرامة
- الرميل
- طور الحشاش
- سالية
- سواقة
- الدامخي
- الياهون
- عليان
- رجم عقاب

- جميل
- الثريا
- المشيرفة
- رجم فهيد
- أبو الحصاني
- أبو حليليفة
- الندوة
- المصيطبة
- النهضة
- الفيصلية

## وصلات خارجية
- لواء الجيزة، وزارة الداخلية. (بالعربية)